# Tweel
Tweel (akronim iz ang. besede  tire in wheel) je koncept, ki ga je razvil francoski gumar Michelin. Prednost Tweela je, da ne potrebuje zraka za inflacijo in zato ne more počiti oziroma puščati. Nima plašča pri strani ampak poliuretanske špice, ki držijo tekalno površino in hkrati blažijo udarce, kot zrak pri konvencionalni gumi.

## Načrtovanje
Tweel brezzračna guma ima konvencionalno tekalno površino (profil), ki se lahko zamenja ko se porabi.. Prednost Tweela je tudi manjša poraba gume pri izdelavi, samo tekalna površina je izdelana iz gume. Z oblikovanjem debeline, oblike in velikosti špic, ter materiala iz katerega so zgrajene, se da prilagoditi vozne lastnosti gume.

## Prednosti in slabosti
Velika prednost je, da ne morejo počiti, zato je rezervna guma odveč. Poleg tega imajo Tweel gume določene prednosti pred zračnimi. Za razliko konvencionale gume ima Tweel lahko visoko lateralno (bočno) trdnost (ang. stiffness) in hkrati nizko vertikalno trdnost. To se lahko doseže, ker deli pri Tweelu niso medsebojno povezani in se jih lahko posamezno optimizira. Ker nimajo zraka, in imajo lahko luknje za odovod vode, se zelo zmanjša učinek hidroplaninga (aquaplaning). Michelin ocenjuje, da je življenjska doba 2-3X večja od zračne gume. . Poleg tega se lahko zamenja samo profil in ne cela guma. 
Tweel gume lahko delujejo tudi z deloma poškodovanimi špicami. Vojska je zelo navdušena nad novimi gubami zaradi zanesljivosti. Pri ekpslozijah min se Tweel gume bolje odnesejo.
Prvi prototipi so imeli porodne težave glede zvoka in vibracij pri visokih hitrostih. . Napake so potem popravili in nove gume so zanesljive. Uspešno so opravile  2013 Hot Rod Power Tour.